# Treichelia
- Commons
- Wikispecies

Treichelia é um gênero botânico pertencente à família Campanulaceae.